# Смолка (станція)
Смолка — проміжна станція 5-го класу Коростенської дирекції Південно-Західної залізниці (Україна), розміщена на дільниці Звягель I — Житомир між станцією Звягель I (відстань — 9 км) і зупинним пунктом Гульськ (5 км). Відстань до ст. Житомир — 82 км.
Розташована в Звягельському районі, за 0,5 км на схід від однойменної місцевості Звягеля.
Відкрита 1964 року як зупинний пункт З 2005 року — станція..